# Clarias anfractus
Clarias anfractus es una especie de pez de la familia Clariidae en el orden de los Siluriformes.

## Morfología
Los machos pueden llegar alcanzar los 17,6 cm de longitud total.

## Distribución geográfica
Se encuentra en Borneo (Malasia ).